# Burg Blens
Die Burg Blens steht auf 205 m ü. NHN am Ostrand von Blens, einem Stadtteil von Heimbach (Eifel) oberhalb der Rur im Kreis Düren, Nordrhein-Westfalen.

## Geschichte
Bereits zu Beginn des 12. Jahrhunderts siegelte ein Johannes de Blens. 1380 starb die Familie de Blens in der männlichen Linie aus. Durch Heirat kam die Höhenburg dann an die Familie von Berg, die 1550 ausstarb. Agnes von Blens bekam durch Erbschaft die Anlage. Durch Eheschließungen kam die Burg über die Freiherrn Raitz von Frentz im 18. Jahrhundert an die Freiherrn Beissel von Gymnich. Wieder über Heirat kam die Burg über Georg Anton Beissel von Gymnich im 20. Jahrhundert an die Familie von Abercron, die sie heute noch besitzt und bewohnt.
Bei der Burg handelt es sich um einen vierflügeligen Wirtschaftshof mit einem zweigeschossigen rechteckigen Herrenhaus aus Bruchstein mit einem Krüppelwalmdach, das um 1791 erbaut wurde. Von der vorherigen mittelalterlichen Höhenburg sind nur noch der Stumpf eines Rundturms und einige Reste der Ringmauer erhalten. Eine Rärität ist die noch heute erhaltene Pflasterung des Hofes mit Rurkieseln. 
Im Codex Welser aus dem Jahre 1723 wird eine dreiflügelige Vorburg mit einer Kernburg dargestellt. Sie war ein dreigeschossiges Gebäude mit drei Treppengiebeln an der Hof- und Rückseite. Der Bergfried an der Rückseite der Hauptburg überragte diese. An die rechte, dem Hof zugewandten Ecke der Hauptburg schloss ein Rundturm an.
In unmittelbarer Nachbarschaft nordwestlich der Burganlage befindet sich die Kapelle St. Georg.

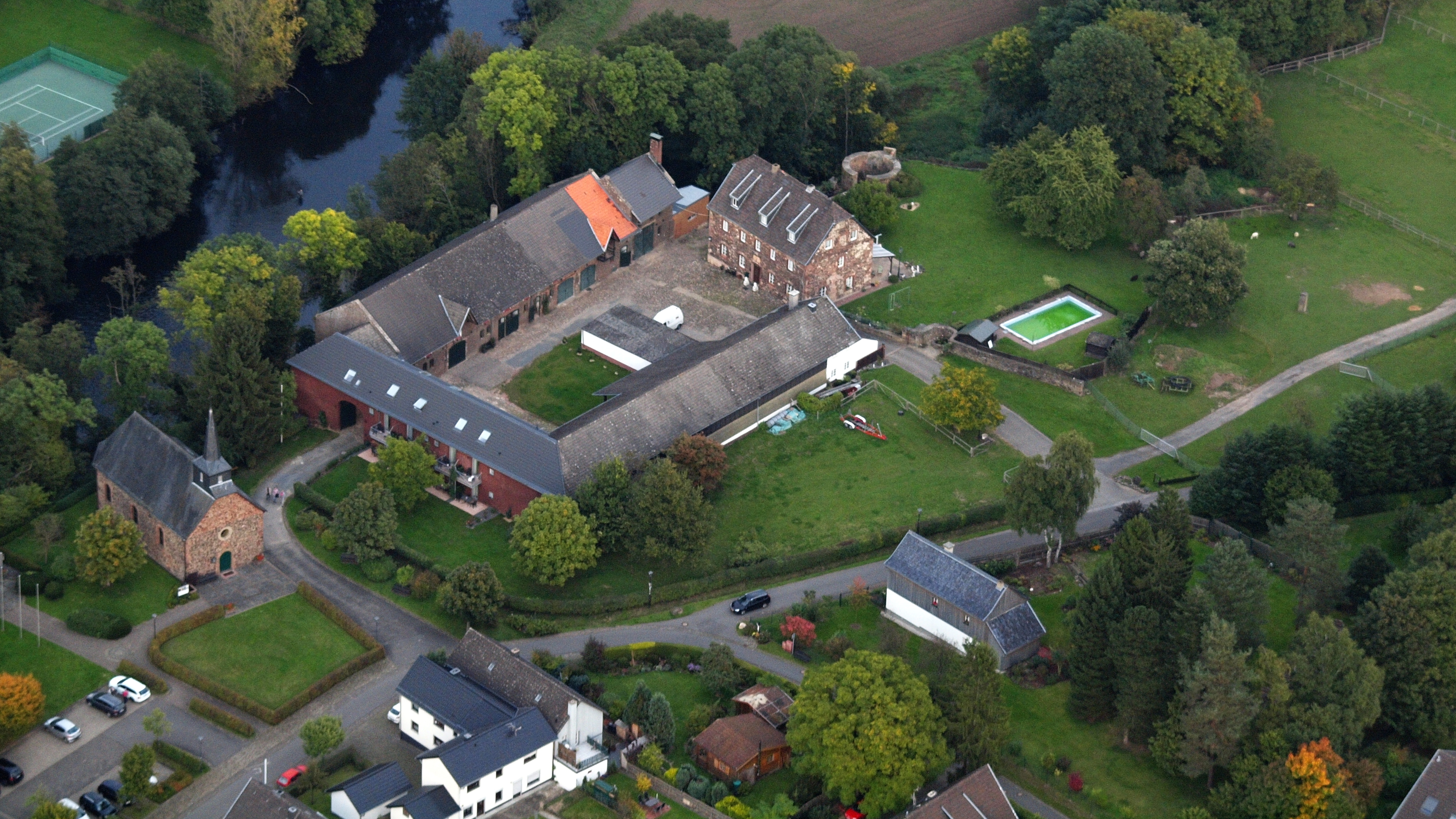
Burg Blens, Luftaufnahme (2015)